# Catecismo de Heidelberg

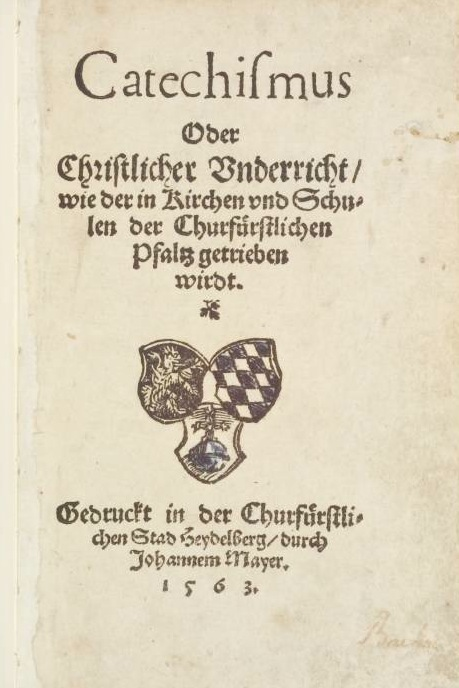
Capa do famoso Catecismo de Heidelberga

O chamado Catecismo de Heidelberga (em alemão:  Heidelberger Katechismus), é um documento confessional protestante que se apresenta em forma de perguntas e respostas, utilizadas nas igrejas reformadas holandesas, principalmente.
Teve originem no ano de 1563, na cidade alemã de Heidelberga, elaborado por Zacarias Ursinus e Caspar Oleviano para ser um manual de instrução doutrinária a pedido de Frederico III, Eleitor Palatino.